# سوني غارسيا
سوني غارسيا (بالإنجليزية: Sunny Garcia)‏ هو متركمج أمريكي، ولد في 14 يناير 1970 في أواهو في الولايات المتحدة.

## وصلات خارجية
- سوني غارسيا على موقع الرابطة العالمية لركوب الأمواج (الإنجليزية)
- سوني غارسيا على موقع EncyclopediaOfSurfing.com (الإنجليزية)
- سوني غارسيا على موقع قاعة هاواي للمشاهير الرياضية (مؤرشف) (الإنجليزية)